# Campeonato Mundial de Atletismo Sub-20 de 2018 - Lançamento de disco feminino
A prova do lançamento de disco feminino do Campeonato Mundial de Atletismo Sub-20 de 2018 ocorreu entre os dias 10 e 12 de julho no Estádio de Tampere em Tampere, na Finlândia. 

## Recordes
Antes desta competição, os recordes mundiais e do campeonato nesta prova eram os seguintes:
|     | Nome                 | Nacionalidade     | Distância | Local        | Data                   |
| --- | -------------------- | ----------------- | --------- | ------------ | ---------------------- |
| WJR | Ilke Wyludda         | Alemanha Oriental | 74.40 m   | Berlim Leste | 13 de setembro de 1988 |
| CR  | Ilke Wyludda         | Alemanha Oriental | 68.24 m   | Sudbury      | 31 de julho de 1988    |
| WJL | Alexandra Emelianova | Moldávia          | 60.24 m   | Waco         | 12 de maio de 2018     |

## Medalhistas
| Ouro                       | Prata                   | Bronze                |
| Alexandra Emelianova (MDA) | Helena Leveelahti (FIN) | Silinda Morales (CUB) |

## Cronograma
Todos os horários são locais (UTC+2).
| Data        | Hora  | Evento       |
| ----------- | ----- | ------------ |
| 10 de julho | 16:45 | Qualificação |
| 12 de julho | 19:35 | Final        |

## Resultados

### Qualificação
Qualificação: 53,00 m (Q) ou pelo menos melhor 12 qualificado (q) 
| Posição | Grupo | Atleta                     | Nacionalidade        | Tentativas | Tentativas | Tentativas | Marca | Notas |
| Posição | Grupo | Atleta                     | Nacionalidade        | 1          | 2          | 3          | Marca | Notas |
| ------- | ----- | -------------------------- | -------------------- | ---------- | ---------- | ---------- | ----- | ----- |
| 1       | A     | Alexandra Emelianova       | Moldávia             | 57.05      |            |            | 57.05 | Q     |
| 2       | B     | Helena Leveelahti          | Finlândia            | 51.12      | 54.87      |            | 54.87 | Q     |
| 3       | B     | Silinda Morales            | Cuba                 | 54.05      |            |            | 54.05 | Q     |
| 4       | B     | Jorinde van Klinken        | Países Baixos        | 53.58      |            |            | 53.58 | Q     |
| 5       | B     | Alyssa Wilson              | Estados Unidos       | 53.32      |            |            | 53.32 | Q     |
| 6       | A     | Yang Huanhuan              | China                | 49.28      | x          | 52.76      | 52.76 | q     |
| 7       | B     | Marija Tolj                | Croácia              | 51.77      | x          | x          | 51.77 | q     |
| 8       | B     | Yin Yuanyuan               | China                | 50.89      | 51.59      | 50.75      | 51.59 | q     |
| 9       | B     | Valquiria Meurer           | Brasil               | 41.97      | 50.92      | 48.10      | 50.92 | q     |
| 10      | B     | Daria Harkusha             | Ucrânia              | x          | x          | 50.12      | 50.12 | q     |
| 11      | B     | Maki Saito                 | Japão                | 47.87      | 49.82      | 49.84      | 49.84 | q     |
| 12      | A     | Amanda Ngandu-Ntumba       | França               | 49.81      | x          | 48.25      | 49.81 | q     |
| 13      | B     | Leia Braunagel             | Alemanha             | x          | 48.97      | x          | 48.97 |       |
| 14      | A     | Obiageri Amaechi           | Estados Unidos       | x          | x          | 48.94      | 48.94 |       |
| 15      | A     | Estel Valeanu              | Israel               | 48.70      | x          | 47.78      | 48.70 |       |
| 16      | A     | Annesofie Hartmann Nielsen | Dinamarca            | 48.64      | 48.02      | 45.10      | 48.64 |       |
| 17      | A     | Enid Duut                  | Países Baixos        | 48.59      | 48.32      | x          | 48.59 |       |
| 18      | A     | Caisa-Marie Lindfors       | Suécia               | 48.49      | 44.82      | 45.81      | 48.49 |       |
| 19      | A     | Talosaga Kia               | Austrália            | 48.44      | 46.61      | x          | 48.44 |       |
| 20      | A     | Charleen Zoschke           | Alemanha             | 48.22      | 47.84      | x          | 48.22 |       |
| 21      | B     | Arpandeep Kaur             | Índia                | 41.16      | 46.74      | 48.17      | 48.17 |       |
| 22      | B     | Grace Tennant              | Canadá               | 48.12      | x          | 46.92      | 48.12 |       |
| 23      | A     | Trinity Tutti              | Canadá               | x          | 47.81      | x          | 47.81 |       |
| 24      | A     | Mediha Salkić              | Bósnia e Herzegovina | x          | 46.69      | x          | 46.69 |       |
| 25      | B     | Diana Ţigănaşu             | Roménia              | x          | 45.18      | x          | 45.18 |       |
| 26      | A     | Muthuramalingam Karuniya   | Índia                | x          | 42.92      | 43.96      | 43.96 |       |
| 27      | B     | Lacee Barnes               | Ilhas Cayman         | x          | 35.54      | 42.41      | 42.41 |       |
| 28      | A     | Agnieszka Kulak            | Polónia              | 39.27      | x          | x          | 39.27 |       |
| 29      | A     | Melany del Pilar Matheus   | Cuba                 | x          | x          | x          | NM    |       |

### Final
A prova final foi realizada no dia 12 de julho às 19:35. 
| Posição           | Atleta               | Nacionalidade  | Tentativas | Tentativas | Tentativas | Tentativas | Tentativas | Tentativas | Marca | Notas           |
| Posição           | Atleta               | Nacionalidade  | 1          | 2          | 3          | 4          | 5          | 6          | Marca | Notas           |
| ----------------- | -------------------- | -------------- | ---------- | ---------- | ---------- | ---------- | ---------- | ---------- | ----- | --------------- |
| Medalha de ouro   | Alexandra Emelianova | Moldávia       | x          | 57.06      | 55.14      | 57.89      | 55.68      | x          | 57.89 |                 |
| Medalha de prata  | Helena Leveelahti    | Finlândia      | 51.28      | 56.80      | 51.98      | 52.40      | 54.55      | 55.60      | 56.80 | NJR             |
| Medalha de bronze | Silinda Morales      | Cuba           | 51.89      | 54.97      | 55.37      | 53.58      | x          | 53.65      | 55.37 | Recorde pessoal |
| 4                 | Amanda Ngandu-Ntumba | França         | 46.74      | x          | 51.96      | 53.22      | x          | 50.33      | 53.22 |                 |
| 5                 | Yin Yuanyuan         | China          | 52.21      | x          | 50.24      | 50.86      | 48.28      | 51.59      | 52.21 |                 |
| 6                 | Daria Harkusha       | Ucrânia        | x          | 46.69      | 50.04      | x          | x          | 50.71      | 50.71 |                 |
| 7                 | Jorinde van Klinken  | Países Baixos  | 47.09      | 49.88      | X          | 50.61      | X          | 46.87      | 50.61 |                 |
| 8                 | Maki Saito           | Japão          | 50.10      | 46.71      | 46.56      | 46.55      | 47.63      | 49.66      | 50.10 |                 |
| 9                 | Valquiria Meurer     | Brasil         | 49.03      | x          | 47.34      |            |            |            | 49.03 |                 |
| 10                | Alyssa Wilson        | Estados Unidos | 46.77      | x          | x          |            |            |            | 46.77 |                 |
| 11                | Marija Tolj          | Croácia        | x          | x          | 45.07      |            |            |            | 45.07 |                 |
| 12                | Yang Huanhuan        | China          | x          | x          | 44.91      |            |            |            | 44.91 |                 |

Legenda
| Recorde mundial       | Recorde mundial (World record)               |                       | Recorde africano                      | Recorde africano (African) |                                           | Q | Classificado por posição (Qualified) |
| Recorde do campeonato | Recorde do campeonato (Championship record)  | Recorde da América    | Recorde da América (Americas)         | q                          | Classificado por melhor tempo (Qualified) |   |                                      |
| Melhor marca do ano   | Melhor marca do ano (World leading)          | Recorde asiático      | Recorde asiático (Asian)              | DNS                        | Não largou (Did not start)                |   |                                      |
| Recorde nacional      | Recorde nacional (National record)           | Recorde europeu       | Recorde europeu (European)            | DNF                        | Não terminou (Did not finish)             |   |                                      |
| Recorde pessoal       | Recorde pessoal do atleta (Personal best)    | Recorde da Oceania    | Recorde da Oceania (Oceania)          | DSQ / DQ                   | Desclassificado (Disqualified)            |   |                                      |
| Recorde da temporada  | Recorde da temporada do atleta (Season best) | Recorde sul-americano | Recorde sul-americano (South America) | NM                         | Sem marca (No mark)                       |   |                                      |